# كورجون حاد المنقار
كورجون حاد المنقار (الاسم العلمي:Coregonus oxyrinchus) (بالإنجليزية: Houting)‏ هو نوع من الأسماك يتبع جنس الكورجون من فصيلة سمك السلمون.